# Анохово (Брянская область)
Анохово — село в Жирятинском районе Брянской области России. Входит в состав Воробейнского сельского поселения. 

## География
Расположено в 3 км к югу от села Норино. 

## История
Упоминается с 1708 года как деревня в составе Почепской (1-й) сотни Стародубского полка; бывшее владение Губчицов и др. С XIX века упоминается как село с Никольской церковью (не сохранилась).

### Административно-территориальная принадлежность
С 1782 по 1918 гг. — в Мглинском повете, уезде (с 1861 — в составе Алексеевской волости); в 1918—1929 гг. — в Почепском уезде (Алексеевская, с 1924 — Балыкская волость).
С 1920-х гг. до 2005 года входило в Норинский сельсовет; в 1929—1939 и 1957—1985 гг. — в составе Почепского района.

## Население
| 2010 | 2013 |
| ---- | ---- |
| 56   | ↘46  |

## Инфраструктура
Личное подсобное хозяйство с зоной сельскохозяйственного использования, индивидуальная застройка усадебного типа.
Основа экономики — сельское хозяйство.

## Транспорт
Автобусное сообщение. Остановка общественного транспорта «Анохово». 